# Kauã da Silva
Kauã da Silva es un deportista brasileño que compite en piragüismo en la modalidad de eslalon. Ganó una medalla de plata en el Juegos Panamericanos de 2023, en la prueba de C1 individual.

## Palmarés internacional
| Juegos Panamericanos | Juegos Panamericanos | Juegos Panamericanos | Juegos Panamericanos |
| Año                  | Lugar                | Medalla              | Competición          |
| -------------------- | -------------------- | -------------------- | -------------------- |
| 2023                 | Santiago (Chile)     | Medalla de plata     | C1 individual        |